# Agencia Tributaria de Andalucía
La Agencia Tributaria de Andalucía (ATRIAN) es una agencia de régimen especial creada para realizar la aplicación de los tributos propios y los tributos estatales cedidos a la Junta de Andalucía.
La Agencia Tributaria de Andalucía tiene como fundamento de su existencia el Estatuto de Autonomía de Andalucía que en su artículo 181 prevé su creación. Se creó mediante Ley 23/2007 de 18 de diciembre y se constituyó el 15 de septiembre de 2009 con la entrada en vigor del Decreto 324/2009, de 8 de septiembre, por el que se aprobó su Estatuto. Inició de su actividad el 25 de enero de 2010. 

## Organización
Conforme a la Ley de creación, la actuación de la Agencia se produce con arreglo al contrato plurianual de gestión y al plan de acción anual. El Consejo de Gobierno, mediante Acuerdo de 26 de enero de 2010, aprobó el Contrato de Gestión de la Agencia Tributaria de Andalucía para el periodo 2010-2012, que tiene entre sus objetivos estratégicos la lucha en condiciones óptimas contra el fraude.
La Agencia  tiene entre sus fines fomentar el cumplimiento voluntario de las obligaciones tributarias, facilitar el ejercicio de los derechos a las personas con dichas obligaciones y reducir al mínimo el coste de tramitación. Por ello, entre los principios generales de organización y actuación de la Agencia, se encuentran, entre otros, el de servicio efectivo a la ciudadanía, mediante el establecimiento de sistemas de información adecuados, con especial atención a las tareas de asistencia al contribuyente, y el de la mejora continua de la calidad en la prestación de servicios a la ciudadanía.
Las Oficinas Liquidadoras de Distrito Hipotecario tienen delegadas la gestión de los Impuestos sobre Transmisiones Patrimoniales y Actos Jurídicos Documentados y sobre Sucesiones y Donaciones, en el ámbito territorial de sus competencias.
Por otra parte el Consejo Rector de la Agencia ha delegado competencias de gestión tributaria y de recaudación en materia de tasas a Consejerías y entidades instrumentales de la Junta de Andalucía.
En virtud de convenios en los que la Agencia se ha subrogado, la Agencia Estatal de Administración Tributaria y las Diputaciones Provinciales radicadas en el territorio de la Comunidad Autónoma de Andalucía ejercen por delegación, conforme a los respectivos convenios, la gestión recaudatoria en vía ejecutiva de los ingresos de Derecho público.

## Misión
La Agencia Tributaria de Andalucía tiene como misión la de: “velar especialmente por la efectiva aplicación de los recursos a su cargo, luchar en condiciones óptimas contra el fraude fiscal y mejorar el servicio a la ciudadanía con mayor calidad de la atención y asistencia al contribuyente”. 
De acuerdo con lo anterior, le corresponde la aplicación de: 
·	Impuesto sobre Transmisiones Patrimoniales y Actos Jurídicos Documentados;
·	Impuesto sobre Sucesiones y Donaciones;
·	Impuestos Ecológicos;
·	Tributos sobre el Juego;
·	Tasas de la Comunidad Autónoma de Andalucía;
·	Impuesto sobre las Bolsas de Plástico de un solo Uso en Andalucía;
·	Impuesto sobre los Depósitos de Clientes en las Entidades de Crédito en Andalucía;
·	Canon de Mejora de infraestructuras hidráulicas de depuración de interés de la Comunidad Autónoma;
así como la imposición de sanciones en materia tributaria, la recaudación en vía ejecutiva de todos los ingresos de Derecho público de la Comunidad Autónoma, y la revisión en vía administrativa, salvo económico - administrativa, de los actos anteriores.

## Estructura
La Agencia Tributaria se estructura en unos Servicios Centrales y en ocho Gerencias Provinciales en cada capital de provincia más una Oficina Tributaria en Jerez de la Frontera.
Además se prestan servicios delegados en 92 Oficinas Liquidadoras del Distrito Hipotecario en materia de gestión tributaria.

## Gobierno
Sus órganos de gobierno son la Presidencia, la Vicepresidencia y el Consejo Rector.
Es Presidente del Consejo Rector la persona que ostenta la presidencia de la Agencia Tributaria de Andalucía. La presidenta del Consejo Rector es por tanto Dña. Amelia Martínez Sánchez.
Es Vicepresidente la persona que ostenta la Secretaría General en materia de Hacienda. El vicepresidente es D. Manuel Vázquez Martín.
Así mismo es miembro nato del Consejo Rector el director de la Agencia D. José Francisco Parra Soler.

## Funciones
Corresponden a la Agencia Tributaria de Andalucía las siguientes funciones y competencias:
1.	La gestión, liquidación, recaudación e inspección de todos los tributos propios, de acuerdo con lo dispuesto en el artículo 181.2 del Estatuto de Autonomía para Andalucía. 
2.	La gestión, liquidación, recaudación e inspección, por delegación del Estado, de los tributos estatales totalmente cedidos a la Comunidad Autónoma, de acuerdo con lo dispuesto en el artículo 181.2 del Estatuto de Autonomía para Andalucía. 
3.	La gestión, liquidación, recaudación e inspección de los recargos que puedan establecerse sobre los tributos estatales.
4.	El ejercicio de la potestad sancionadora en relación con todos los tributos y recargos cuya aplicación corresponda a la Agencia. 
5.	La recaudación en período ejecutivo de los ingresos de Derecho público de naturaleza no tributaria de la Comunidad Autónoma. 
6.	La revisión en vía administrativa de los actos y actuaciones de aplicación de los tributos, de ejercicio de la potestad sancionadora en materia tributaria y de recaudación en período ejecutivo de los demás ingresos de Derecho público de la Comunidad Autónoma, salvo las reclamaciones económico administrativas y la revisión de actos nulos de pleno derecho. 
7.	Las que se le atribuyan por el Consejo de Gobierno en relación con los demás tributos del Estado recaudados en Andalucía en aplicación de lo dispuesto en el artículo 180.3 del Estatuto de Autonomía para Andalucía. 
8.	La colaboración y coordinación con las demás Administraciones tributarias y, en particular, la participación en el Consorcio al que se refiere el artículo 181.2 del Estatuto de Autonomía para Andalucía, sin perjuicio de las atribuciones de la Consejería competente en materia de Hacienda. 
9.	Las que pueda asumir por delegación en relación con la aplicación de los tributos locales, de acuerdo con lo previsto en el artículo 181.4 del Estatuto de Autonomía para Andalucía. 
10.	Las que le atribuyan expresamente las leyes de Andalucía y los reglamentos dictados de conformidad con las previsiones específicas de una ley, así como cualquier otra actividad, competencia o función que específicamente se le atribuya en relación con los tributos y demás ingresos de Derecho público de la Comunidad Autónoma de Andalucía. 